# Thanksgiving
Cet article traite de Thanksgiving au sens large. Pour la fête aux États-Unis, voir Thanksgiving (États-Unis) ; pour la fête au Canada, voir Action de grâce (Canada).
Pour les articles homonymes, voir Thanksgiving (homonymie).

Dîner de Thanksgiving aux États-Unis, photographie de Marjory Collins, 1942.

Thanksgiving ou l’Action de grâce, est la fête de la récolte célébrée au Canada, aux États-Unis, dans certaines îles des Caraïbes et au Liberia. À l'origine, il s'agit d'un jour de remerciement pour la récolte et pour l'année écoulée.

## Par pays

### Canada
L' Action de grâce est célébrée le deuxième lundi d'octobre au Canada. Bien qu'elle provienne de traditions religieuses et culturelles, cette fête est depuis longtemps célébrée comme une festivité laïque.

### États-Unis

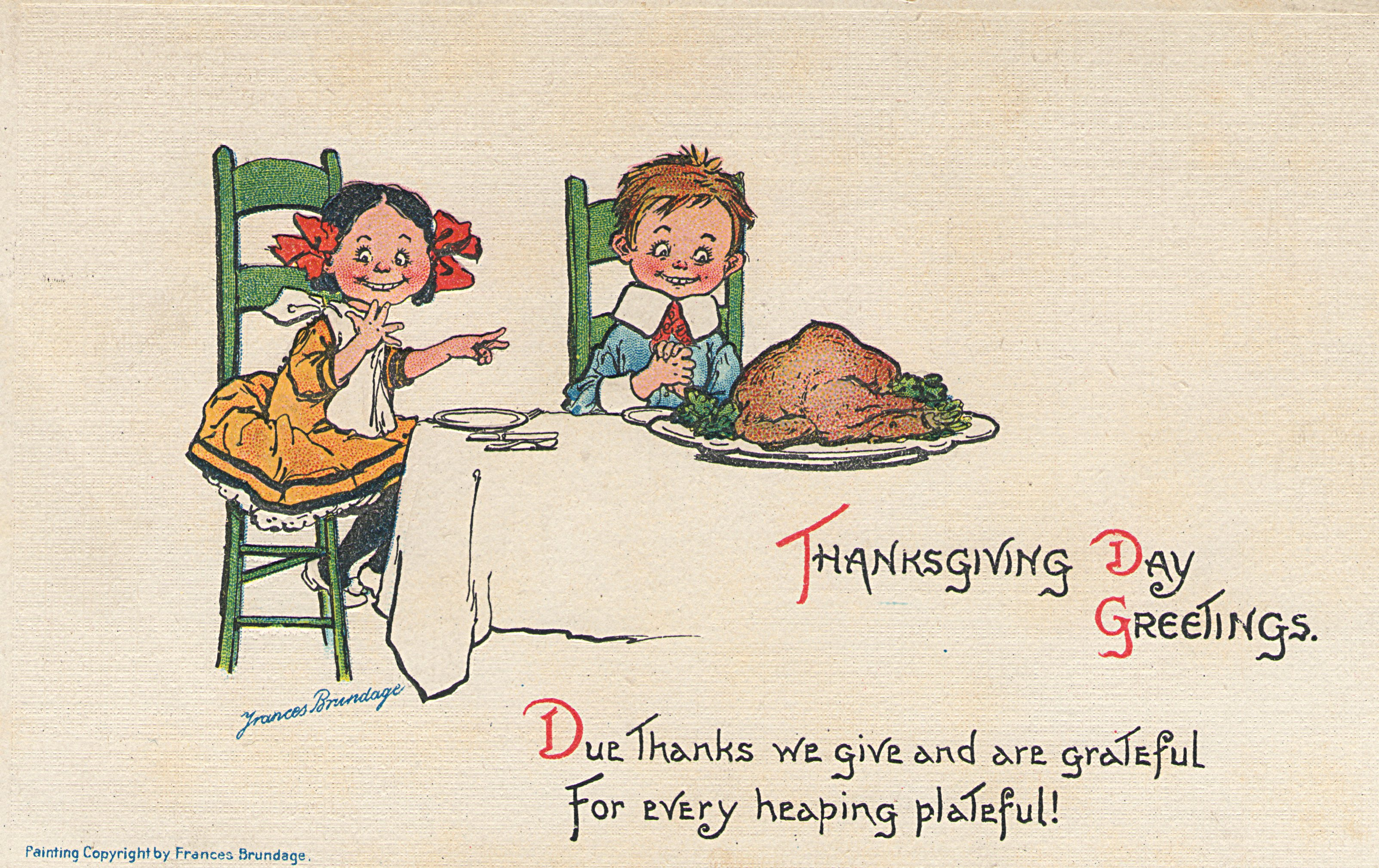
Carte de Thanksgiving, par Frances Brundage, v. 1900.

Thanksgiving est célébré le quatrième jeudi de novembre aux États-Unis. Bien que Thanksgiving provienne de traditions religieuses et culturelles, cette fête est depuis longtemps célébrée comme une festivité laïque.

### Grenade
Thanksgiving a lieu le 25 octobre et commémore l'invasion de la Grenade.

### Liberia
Au Liberia, Thanksgiving est une fête religieuse de remerciement pour la liberté. La fête remonte au début des années 1880 lorsque des esclaves libérés l'ont apportée des États-Unis. Elle est célébrée le premier jeudi de novembre.

### Pays-Bas
Dans la ville de Leyde, par où sont passés les Pères pèlerins, Thanksgiving est célébrée à la même date et en lien avec les États-Unis.

### Sainte Lucie
À Sainte-Lucie, Thanksgiving a lieu le premier lundi d'octobre. La tradition est peu populaire et la plupart des entreprises restent ouvertes.

## Fêtes similaires

### Allemagne
Sous le Troisième Reich, en Allemagne, la fête est instrumentalisée par le Parti nazi et donne lieu, à Hamelin, à de vastes rassemblements annuels lors de la fête des récoltes du Reich.

### Japon
La tradition remonte à Niiname-no-Matsuri, la fête de la récolte du riz, mais a été instaurée comme fête du travail en 1948. Elle est l'occasion pour les enfants d'offrir des cartes de remerciement aux policiers, pompiers ou employés municipaux.

### Rwanda
Au Rwanda la fête de l'Umuganura (rw) célèbre la moisson. Abolie par le colonisateur belge en 1925, elle est remise en place en 2017. Sa date est fixée au premier vendredi du mois d'août.

### Suisse
En Suisse, c'est le Jeûne fédéral, célébré le troisième dimanche de septembre à l'exception du canton de Genève qui le fête le premier jeudi de septembre.